# عاطفه مثبت
عاطفه مثبت (به انگلیسی Positive Affectivity) در روان‌شناسی یک ویژگی انسانی است که توصیف می‌کند افراد تا چه حد در علوم عاطفی عاطفه (مثبت) (مانند حس‌ها، و هیجان‌ها و…) را تجربه و در نتیجه با محیط و انسان‌های اطراف خود تعامل می‌کنند.

## روانشاسی عاطفی
احساس خوشحالی، احساس خوب بودن و سطوع بالای عزت نفس با عاطفه مثبت همبستگی دارند اما هریک همزمان تحت تأثیر عاطفه منفی نیز قرار دارند. ویژگی عاطفه مثبت به‌طور تقریبی با کلان کارندهای شخصیتی مانند برون‌گرایی همبستگی دارد. با این حال این سازه تحت تأثیر تعاملات و کنش‌های اجتماعی نیز قرار دارد. افرادی که عاطفه مثبت بیشتری دارند به احتمال بیشتری از کار خود رضایت دارند و با دیگران در کنش‌های سازنده تری دارند و احساس خوشبختی و معنای بیشتری در زندگی خود دارند.

## عاطفه منفی
عاطفه منفی مفهومی عکس عاطفه مثبت است؛ یعنی چه مقدار انسان به تجربهٔ عاطفه منفی گرایش ذاتی دارد.عاطفه منفی و مثبت از نظر آماری با هم ارتوگونال هستند به بیان دیگر همبستگی آنها تقریباً صفر است. ممکن است نمرهٔ یک فرد در هر عاطفه منفی (NA) و عاطفه مثبت (PA) بالا باشد یا در هردو پایین باشد، یا حتی در یکی بالا و در دیگری پایین باشد. یافته‌ها نشان داده‌اند که عاطفه در طول زمان و در موارد مختلف (کار، استراحت و …) پایدار است. عاطفه منفی و مثبت می‌توانند بر آمادگی فرد برای بیماری‌های روانی یا انتخاب‌های فرد به ویژه پاسخ‌های او به پرسشنامه‌ها تأثیر بگذارد.